# Tweede divisie 2022/23
Het seizoen 2022/23 is het eenentwintigste seizoen in het bestaan van de Nederlandse Tweede Divisie. De voetbalcompetitie, georganiseerd door de KNVB, is het derde niveau binnen het Nederlandse voetbal, achter de eerste divisie en voor de derde divisie. De competitie bestaat ook onder een sponsornaam, namelijk Jack's League 2022/23. 
Op 2 oktober 2017 hebben vertegenwoordigers van amateur- en betaald voetbal tijdens de buitengewone bondsvergadering van de KNVB overeenstemming bereikt over het te volgen traject naar vernieuwing van de voetbalpiramide. Hierin zijn afspraken gemaakt omtrent de promotie/degradatie tussen eerste en tweede divisie. De afspraak was dat er voor dat seizoen (2017/18) geen promotie/degradatie zou plaatsvinden.
Tijdens de buitengewone bondsvergadering van 7 juni 2018 werd er overeenstemming bereikt om de niet-existerende promotie-/degradatieregeling met twee jaar te verlengen tot en met het seizoen 2019/20. Tevens werd er overeenstemming bereikt over het maximum aantal toegestane belofteteams in elke divisie. Voor de tweede divisie zijn dat er twee.
Op de bondsvergadering van 16 december 2019 werd besloten om de promotie/degradatie-regeling tussen de eerste en tweede divisie nogmaals met drie jaar te verlengen tot en met het seizoen 2022/23. Ook werd er besloten dat er alleen nog in de tweede divisie twee belofte-elftallen zouden uitkomen en de overige belofteteams in de nieuwe "Onder 21"-competitie. Daaraan gekoppeld is een eigen degradatieregeling.

## Opzet
Het is van belang of we met een eerste elftal (standaardelftal) van een voetbalvereniging of met een tweede elftal, ook wel reserve-elftal of belofte-elftal genoemd, te maken hebben. Voor dit seizoen spelen er in de tweede divisie twee belofte-elftallen, te weten Jong Sparta Rotterdam en Jong FC Volendam.
Voor promotie geldt:
- Bij besluit[1][2] promoveert de kampioen niet indien het een standaardelftal betreft.
- Indien het laagst geëindigde belofte-elftal in de eerste divisie op de plaatsen negentien of twintig eindigt, promoveert een belofteploeg rechtstreeks vanuit de tweede divisie als die op plaats één of twee eindigt.
- Indien het laagst geëindigde belofte-elftal in de eerste divisie op de plaatsen elf tot en met achttien eindigt en een belofte-elftal wordt kampioen in de tweede divisie, vindt er een beslissingswedstrijd plaats om één plaats in de eerste divisie.
- Indien het laagst geëindigde belofte-elftal in de eerste divisie in het linkerrijtje (top tien) eindigt, vindt er geen promotie en degradatie plaats tussen de eerste divisie en tweede divisie.

Voor degradatie geldt:
- De twee standaardelftallen die, uitgaande van alleen de eerste elftallen, als zestiende en zeventiende eindigen, spelen een nacompetitie voor klassebehoud met de periodekampioenen van de derde divisie om één plaats in de tweede divisie.
- Het standaardelftal dat, uitgaande van alleen de eerste elftallen, als achttiende eindigt, degradeert naar de derde divisie.
- Indien het laagst geëindigde belofte-elftal in de tweede divisie op de plaatsen zeventien of achttien eindigt, degradeert het direct naar de Onder 21-competitie.
- Indien het laagst geëindigde belofte-elftal in de tweede divisie op de plaatsen tien tot en met zestien eindigt, speelt het een beslissingswedstrijd tegen de kampioen van de Onder 21-competitie voor één plaats in de tweede divisie.
- Indien het laagst geëindigde belofte-elftal in de tweede divisie in het linkerrijtje (top negen) eindigt, vindt er geen promotie en degradatie plaats tussen de tweede divisie en de Onder 21-competitie.

## Speeldagen
In het algemeen zullen wedstrijden tussen twee zaterdagploegen op zaterdagmiddag, tussen een zaterdag- en zondagploeg op zaterdagavond, tussen twee zondagploegen op zondagmiddag en tussen twee belofteploegen op een zaterdag of zondag gespeeld worden.

## Ploegen
| Ploeg               | Plaats          | Accommodatie             | Capaciteit |
| ------------------- | --------------- | ------------------------ | ---------- |
| AFC                 | Amsterdam       | Sportpark Goed Genoeg    | 03.000     |
| Excelsior Maassluis | Maassluis       | Sportpark Dijkpolder     | 05.000     |
| HHC Hardenberg      | Hardenberg      | Sportpark De Boshoek     | 04.500     |
| Koninklijke HFC     | Haarlem         | Sportpark Spanjaardslaan | 01.500     |
| IJsselmeervogels    | Spakenburg      | Sportpark De Westmaat    | 08.200     |
| Jong Sparta         | Maassluis       | Sportpark Dijkpolder ¹   | 05.000     |
| Jong FC Volendam    | Volendam        | Kras Stadion             | 07.384     |
| VV Katwijk          | Katwijk-Noord   | Sportpark De Krom        | 06.000     |
| Kozakken Boys       | Werkendam       | Sportpark De Zwaaier     | 04.000     |
| FC Lisse            | Lisse           | Sportpark Ter Specke     | 07.000     |
| VV Noordwijk        | Noordwijk       | Sportpark Duinwetering   | 06.100     |
| OFC                 | Oostzaan        | Sportpark OFC            | 01.500     |
| Quick Boys          | Katwijk aan Zee | Sportpark Nieuw Zuid     | 08.100     |
| Rijnsburgse Boys    | Rijnsburg       | Sportpark Middelmors     | 06.100     |
| SVV Scheveningen    | Den Haag        | Sportpark Houtrust       | 03.500     |
| SV Spakenburg       | Spakenburg      | Sportpark De Westmaat    | 08.200     |
| TEC                 | Tiel            | Sportpark De Lok         | 02.500     |
| De Treffers         | Groesbeek       | Sportpark Zuid           | 04.000     |

1. Jong Sparta Rotterdam wijkt dit seizoen uit naar Sportpark Dijkpolder, aangezien Spartastadion Het Kasteel overgestapt is naar natuurgras en ze dat veld niet te veel willen belasten voor het eerste elftal. Daarnaast wordt ook het eigen trainingscomplex verbouwd.

## Stand
| Pos | Team                 | Wed | W  | G  | V  | Ptn | DV | DT | +/− | Promotie, kwalificatie of degradatie                                              |
| --- | -------------------- | --- | -- | -- | -- | --- | -- | -- | --- | --------------------------------------------------------------------------------- |
| 1   | VV Katwijk (K)       | 34  | 22 | 5  | 7  | 71  | 74 | 36 | +38 | Kampioen, zonder promotie. Vrijstelling van voorrondes KNVB Bekertoernooi 2023/24 |
| 2   | Rijnsburgse Boys     | 34  | 21 | 6  | 7  | 69  | 73 | 42 | +31 | Vrijstelling van voorrondes KNVB Bekertoernooi 2023/24                            |
| 3   | AFC                  | 34  | 20 | 9  | 5  | 69  | 60 | 31 | +29 | Vrijstelling van voorrondes KNVB Bekertoernooi 2023/24                            |
| 4   | HHC Hardenberg       | 34  | 18 | 6  | 10 | 60  | 75 | 48 | +27 | Vrijstelling van voorrondes KNVB Bekertoernooi 2023/24                            |
| 5   | De Treffers          | 34  | 18 | 6  | 10 | 60  | 66 | 45 | +21 |                                                                                   |
| 6   | Quick Boys           | 34  | 17 | 5  | 12 | 56  | 72 | 48 | +24 |                                                                                   |
| 7   | Koninklijke HFC      | 34  | 16 | 7  | 11 | 55  | 52 | 41 | +11 |                                                                                   |
| 8   | SVV Scheveningen     | 34  | 12 | 9  | 13 | 45  | 38 | 46 | −8  |                                                                                   |
| 9   | VV Noordwijk         | 34  | 12 | 7  | 15 | 43  | 45 | 45 | 0   |                                                                                   |
| 10  | Jong Sparta          | 34  | 12 | 7  | 15 | 43  | 58 | 61 | −3  |                                                                                   |
| 11  | SV Spakenburg        | 34  | 11 | 10 | 13 | 43  | 50 | 55 | −5  |                                                                                   |
| 12  | FC Lisse             | 34  | 10 | 12 | 12 | 42  | 45 | 51 | −6  |                                                                                   |
| 13  | Kozakken Boys        | 34  | 12 | 4  | 18 | 40  | 50 | 58 | −8  |                                                                                   |
| 14  | Excelsior Maassluis  | 34  | 10 | 9  | 15 | 39  | 50 | 69 | −19 |                                                                                   |
| 15  | TEC (R)              | 34  | 10 | 9  | 15 | 39  | 41 | 60 | −19 | Gekwalificeerd voor de degradatie play-offs                                       |
| 16  | IJsselmeervogels (R) | 34  | 9  | 6  | 19 | 33  | 51 | 71 | −20 | Gekwalificeerd voor de degradatie play-offs                                       |
| 17  | Jong FC Volendam (R) | 34  | 7  | 5  | 22 | 26  | 45 | 82 | −37 | Degradatie naar de beloftecompetitie                                              |
| 18  | OFC (R)              | 34  | 4  | 8  | 22 | 20  | 33 | 89 | −56 | Degradatie naar de Derde divisie                                                  |

1. ↑  Winnaar derde periodetitel (speelronde 24-34)
2. ↑  Winnaar eerste (speelronde 1-12) en tweede periodetitel (speelronde 13-23)
3. ↑  Play-off ticket van tweede periodetitel AFC

## Programma/uitslagen
| Thuis \ Uit           | AFC | EXM | HFC | HHC | IJS | JSP | JVO | KAT | KOZ | LIS | NOO | OFC | QUI | RIJ | SCH | SPA | TEC | TRE |
| --------------------- | --- | --- | --- | --- | --- | --- | --- | --- | --- | --- | --- | --- | --- | --- | --- | --- | --- | --- |
| AFC                   |     | 0–0 | 1–4 | 1–1 | 3–0 | 2–1 | 5–1 | 1–0 | 1–0 | 3–2 | 1–1 | 3–3 | 1–0 | 2–0 | 4–1 | 1–2 | 2–1 | 2–0 |
| Excelsior Maassluis   | 1–4 |     | 0–0 | 2–2 | 2–2 | 3–2 | 4–2 | 3–2 | 0–1 | 0–1 | 2–1 | 3–1 | 0–2 | 3–1 | 3–4 | 0–2 | 3–0 | 0–2 |
| Koninklijke HFC       | 0–0 | 2–1 |     | 2–0 | 2–0 | 1–0 | 2–1 | 1–3 | 3–1 | 1–0 | 0–1 | 4–0 | 1–1 | 1–3 | 1–0 | 2–1 | 1–1 | 0–4 |
| HHC Hardenberg        | 0–0 | 3–0 | 2–1 |     | 2–0 | 1–3 | 0–3 | 0–1 | 2–1 | 4–2 | 1–0 | 0–2 | 4–0 | 1–6 | 3–1 | 2–0 | 7–0 | 3–1 |
| IJsselmeervogels      | 0–2 | 2–3 | 2–3 | 1–0 |     | 3–3 | 0–1 | 0–0 | 2–1 | 4–1 | 0–2 | 3–2 | 4–3 | 0–3 | 1–5 | 4–1 | 1–2 | 1–3 |
| Jong Sparta Rotterdam | 2–3 | 3–3 | 1–0 | 1–4 | 1–3 |     | 1–1 | 5–3 | 2–1 | 1–1 | 0–3 | 6–0 | 1–0 | 0–3 | 1–0 | 3–1 | 3–3 | 3–1 |
| Jong FC Volendam      | 0–1 | 2–2 | 1–0 | 2–6 | 3–3 | 2–1 |     | 0–1 | 0–1 | 2–2 | 0–2 | 2–0 | 1–4 | 4–3 | 0–1 | 1–3 | 1–2 | 1–3 |
| VV Katwijk            | 3–1 | 6–2 | 1–1 | 2–1 | 4–0 | 3–1 | 7–0 |     | 1–0 | 0–1 | 2–1 | 5–0 | 3–0 | 2–2 | 1–0 | 2–1 | 2–0 | 0–0 |
| Kozakken Boys         | 1–0 | 3–0 | 2–3 | 1–4 | 1–4 | 4–1 | 2–0 | 3–1 |     | 1–2 | 2–3 | 2–0 | 0–1 | 0–1 | 0–0 | 5–5 | 4–1 | 3–1 |
| FC Lisse              | 0–0 | 1–1 | 2–1 | 2–2 | 3–2 | 2–0 | 2–4 | 0–2 | 4–0 |     | 0–0 | 2–1 | 0–0 | 2–3 | 1–1 | 2–2 | 4–0 | 0–2 |
| VV Noordwijk          | 1–3 | 1–1 | 2–1 | 0–3 | 2–0 | 3–0 | 3–2 | 1–1 | 1–3 | 1–2 |     | 3–0 | 2–1 | 1–1 | 0–2 | 3–3 | 0–1 | 1–2 |
| OFC                   | 1–1 | 3–1 | 2–1 | 1–5 | 0–3 | 0–6 | 3–1 | 1–3 | 2–4 | 0–0 | 1–2 |     | 1–2 | 2–3 | 1–1 | 0–2 | 2–2 | 1–1 |
| Quick Boys            | 1–3 | 7–2 | 1–1 | 1–1 | 2–1 | 3–0 | 4–2 | 1–3 | 4–0 | 3–1 | 2–1 | 2–0 |     | 4–0 | 2–3 | 4–2 | 1–2 | 0–2 |
| Rijnsburgse Boys      | 0–2 | 4–1 | 2–3 | 2–1 | 4–1 | 2–2 | 1–0 | 4–0 | 2–0 | 4–1 | 3–2 | 3–0 | 3–3 |     | 0–0 | 1–0 | 0–1 | 3–0 |
| SVV Scheveningen      | 0–2 | 0–1 | 0–4 | 0–2 | 2–0 | 0–0 | 2–1 | 1–3 | 2–1 | 2–0 | 1–1 | 1–1 | 0–5 | 1–2 |     | 1–1 | 1–0 | 1–2 |
| SV Spakenburg         | 0–2 | 0–1 | 1–0 | 4–4 | 1–1 | 0–1 | 3–1 | 2–1 | 1–1 | 3–1 | 1–0 | 1–1 | 0–4 | 1–1 | 0–1 |     | 0–3 | 2–0 |
| TEC                   | 2–2 | 2–1 | 2–2 | 0–2 | 2–2 | 1–0 | 2–2 | 0–3 | 1–1 | 0–0 | 2–0 | 4–0 | 1–3 | 0–1 | 1–2 | 0–3 |     | 1–2 |
| De Treffers           | 2–1 | 1–1 | 2–3 | 5–2 | 2–1 | 1–3 | 6–1 | 2–3 | 3–0 | 1–1 | 1–0 | 7–1 | 2–1 | 1–2 | 1–1 | 1–1 | 2–1 |     |

1. ↑  De wedstrijd tussen HHC Hardenberg en TEC van 11 maart 2023 werd uitgesteld, omdat het veld onbespeelbaar werd verklaard na sneeuwval.[8] De wedstrijd werd op 10 april 2023 ingehaald.
2. ↑  De wedstrijd tussen Jong FC Volendam en IJsselmeervogels van 6 mei 2023 werd vroegtijdig gestaakt (3–3 tussenstand) na ongeregeldheden vanaf de tribune. De resterende drie minuten van deze wedstrijd werden op 16 mei 2023 uitgespeeld.[9][10][11]
3. ↑  De wedstrijd tussen Kozakken Boys en FC Lisse van 21 januari 2023 werd uitgesteld, omdat het veld onbespeelbaar werd verklaard na sneeuwval.[12] Op 18 februari 2023 werd de wedstrijd ingehaald.
4. ↑  De wedstrijd tussen TEC en OFC van 22 januari 2023 werd uitgesteld, omdat het veld onbespeelbaar werd verklaard na sneeuwval.[13] De wedstrijd werd op 18 maart 2023 ingehaald.

## Statistieken

### Aantal goals per speelronde
| 28 |

| 23 |

| 31 |

| 31 |

| 27 |

| 30 |

| 17 |

| 31 |

| 26 |

| 36 |

| 28 |

| 35 |

| 35 |

| 25 |

| 27 |

| 31 |

| 32 |

| 19 |

| 31 |

| 26 |

| 25 |

| 24 |

| 25 |

| 36 |

| 30 |

| 28 |

| 26 |

| 29 |

| 34 |

| 26 |

| 37 |

| 22 |

| 34 |

| 33 |

| — |

| Tweede divisie | Totaal: … doelpunten |

| Tweede divisie | Totaal: … doelpunten |

### Topscorers
| Pos. | Speler              | Team                | Goal |
| ---- | ------------------- | ------------------- | ---- |
| 1.   | Youssef El Kachati  | Quick Boys          | 24   |
| 2.   | Furghill Zeldenrust | Rijnsburgse Boys    | 20   |
| 3.   | Ahmed el Azzouti    | VV Katwijk          | 19   |
| 4.   | Bo van Essen        | SV TEC              | 18   |
| 5.   | Pieter Langedijk    | Excelsior Maassluis | 17   |
|      | Matthijs Hardijk    | HHC Hardenberg      | 17   |

Laatst bijgewerkt: 27 mei 2023

### Bezoekersgemiddeldes per club
| Pos. | Club                | Toeschouwers |
| ---- | ------------------- | ------------ |
| 1.   | Quick Boys          | 1.847        |
| 2.   | SV Spakenburg       | 1.325        |
| 3.   | IJsselmeervogels    | 1.239        |
| 4.   | Rijnsburgse Boys    | 1.167        |
| 5.   | VV Katwijk          | 1.021        |
| 6.   | HHC Hardenberg      | 933          |
| 7.   | Kozakken Boys       | 919          |
| 8.   | FC Lisse            | 846          |
| 9.   | De Treffers         | 687          |
| 10.  | VV Noordwijk        | 628          |
| 11.  | Excelsior Maassluis | 475          |
| 12.  | AFC                 | 473          |
| 13.  | SVV Scheveningen    | 457          |
| 14.  | Koninklijke HFC     | 443          |
| 15.  | TEC                 | 385          |
| 16.  | OFC                 | 306          |
| 17.  | Jong Sparta         | 273          |
| 18.  | Jong FC Volendam    | 258          |

Bron: Gebaseerd op officieuze cijfers van Transfermarkt

Laatst bijgewerkt: 27 mei 2023

### Overig
| Statistiek                                        | Uitslag/clubs                                                |
| ------------------------------------------------- | ------------------------------------------------------------ |
| Aantal thuis overwinningen                        | 138 (45%)                                                    |
| Aantal Uit overwinningen                          | 103 (34%)                                                    |
| Aantal gelijke spelen                             | 65 (21%)                                                     |
| Totaal aantal doelpunten (thuis)                  | 532                                                          |
| Totaal aantal doelpunten (uit)                    | 445                                                          |
| Gemiddeld aantal doelpunten per wedstrijd         | 3,19                                                         |
| Gemiddeld aantal doelpunten per wedstrijd (thuis) | 1,74                                                         |
| Gemiddeld aantal doelpunten per wedstrijd (uit)   | 1,45                                                         |
| Grootste overwinning (thuis)                      | HHC Hardenberg - SV TEC, VV Katwijk - Jong FC Volendam (7-0) |
| Grootste overwinning (uit)                        | OFC - Jong Sparta Rotterdam (0-6)                            |
| Meest doelpuntrijke wedstrijd                     | Kozakken Boys - SV Spakenburg (5-5)                          |
| Meeste clean sheets                               | AFC (15 wedstrijden)                                         |
| Meeste clean sheets (thuis)                       | VV Katwijk (8 wedstrijden)                                   |
| Meeste clean sheets (uit)                         | AFC (8 wedstrijden)                                          |
| Minste aantal wedstrijden zonder te scoren        | De Treffers (4 wedstrijden)                                  |
| Langste reeks overwinningen                       | VV Katwijk (9 wedstrijden)                                   |
| Langste reeks zonder nederlaag                    | AFC (14 wedstrijden)                                         |
| Langste reeks de 0 gehouden                       | VV Katwijk (4 wedstrijden)                                   |
| Langste reeks nederlagen                          | Jong FC Volendam (8 wedstrijden)                             |
| Langste reeks zonder overwinning                  | Jong FC Volendam (12 wedstrijden)                            |

Bron: Gebaseerd op officieuze cijfers van hollandsevelden

Laatst bijgewerkt: 25 mei 2024
1956/57 · 
1957/58 · 
1958/59 · 
1959/60 · 
1960/61 · 
1961/62 · 
1962/63 · 
1963/64 · 
1964/65 · 
1965/66 · 
1966/67 · 
1967/68 · 
1968/69 · 
1969/70 · 
1970/71 · 
2016/17 · 
2017/18 · 
2018/19 ·
2019/20 ·
2020/21 ·
2021/22 ·
2022/23 ·
2023/24 ·
2024/25